# Nakhla

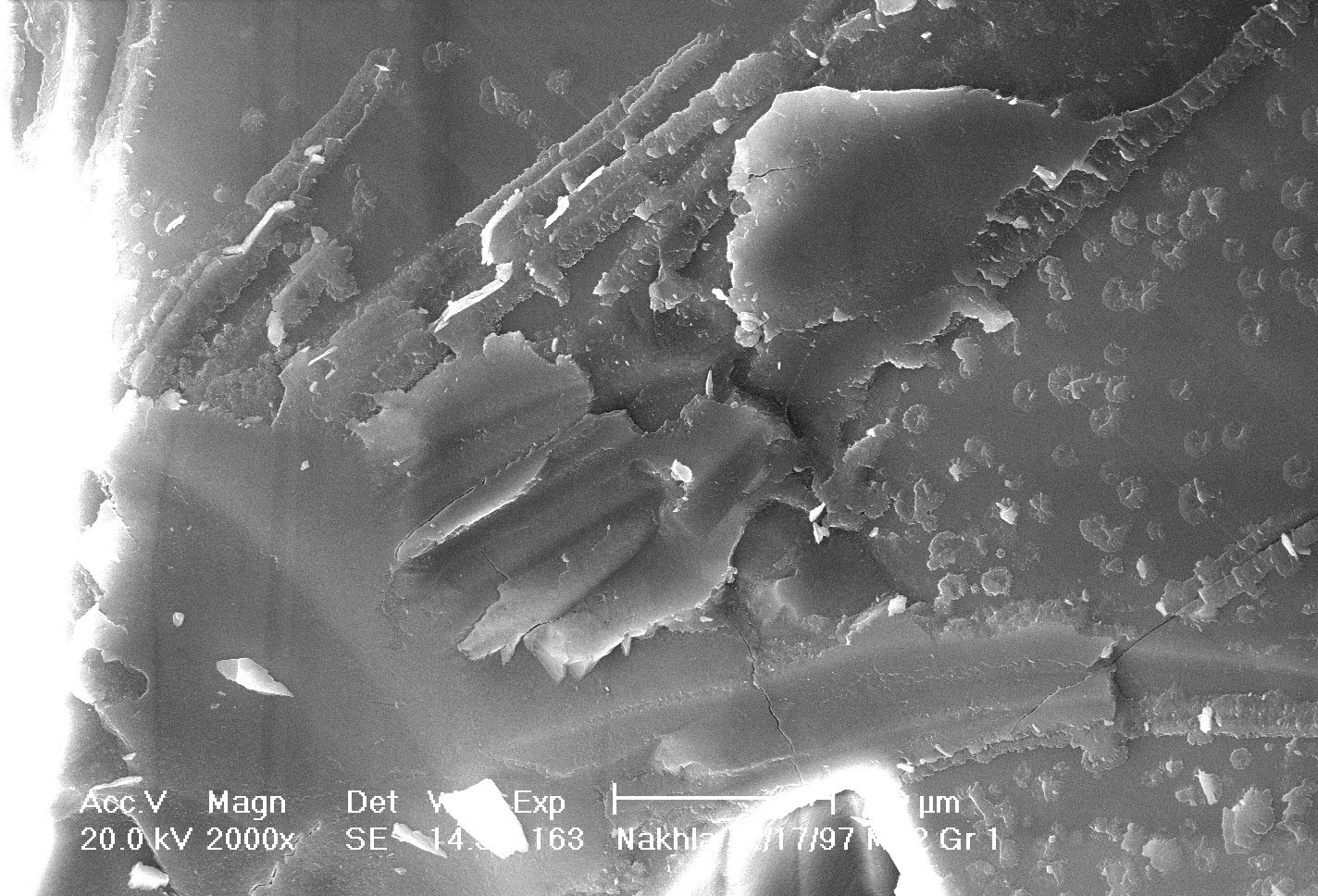
Виконаний мікроскопом СЕМ знімок осколка метеорита Nakhla, на якому видно ймовірні біоморфні утворення: широкі, видовжені й гладкі (схожі на лезо ножа), видовжені й посічені, та крихітні точкові деталі.

Нахла (англ. Nakhla) — відомий марсіанський метеорит, що впав в Єгипті в 1911 році. Він є першим метеоритом, падіння якого було задокументоване на території Єгипту, першим, у якому були виявлені ознаки водних процесів на Марсі, а також є прототипом для метеоритів, що належать до групи нахлітів.

## Історія
Падіння метеорита на Землю відбулося приблизно о 9 годині 28 червня 1911 року в районі Абу-Гуммус, колишнє губернаторство Александрія, Єгипет (сьогодні — Абу-Гуммус, губернаторство Бухейра), на території села Ель Нахла Ель Бухейра. Камені були підібрані поблизу хуторів Ezbet Abdalla Zeid, Ezbet Abdel Malek, Ezbet el Askar, та Ezbet Saber Mahdi. Багато людей стали свідками того, як метеорит наближався з північного заходу під нахилом 30°, залишаючи по собі товстий слід у вигляді колони білого диму. Було чутно декілька вибухів перед тим, як метеорит, розлетівшись на друзки, приземлився на площі у 4.5 км в діаметрі, після чого було віднайдено близько 40 уламків; фрагменти метеорита при зіткненні з поверхнею заривалися у землю на глибину до одного метра. Загальна початкова вага метеорита, за приблизними підрахунками, складала 10 кг, вага окремих його уламків — варіювалася від 20 до 1813 грамів.
Два уламки, знайдені поблизу хутора Ezbet Abdel Malek, були подаровані Британському музеєві урядом Єгипту.

### Собака Нахла
Ходили чутки, що один із уламків метеорита впав на собаку, за деякими припущеннями моментально випарувавши тварину, свідком чого був фермер на ім'я Мохаммед Алі Еффенді Хакім у селі Деншаль. Оскільки не було знайдено жодних залишків собаки, і не було більше ніяких очевидців кончини пса, ця історія залишається апокрифічною. Однак оповідання про собаку Нахла (англ. Nakhla dog) перетворилося на щось на кшталт легенди в середовищі астрономів.

## Класифікація
Метеорит Nakhla — це прототипний екземпляр метеорита групи нахліти класу марсіанські метеорити.
Було каталогізовано чимало метеоритів по цілому світі, які найімовірніше походять з Марса, серед них і нахліти. Вважається, що останні були вибиті з планети в результаті зіткнення з марсіанською поверхнею іншого великого космічного тіла. Потім ці метеорити подорожували крізь Сонячну систему протягом невизначеного періоду часу перед тим як проникнути в земну атмосферу.

### Ознаки води
Nakhla — це перший марсіанський метеорит, в якому були виявлені ознаки водних процесів на Марсі. Порода містить карбонати та гідратні мінерали, сформовані в результаті хімічних реакцій у водному середовищі. На додачу камінь піддавався впливу води вже після того, як був сформований, що стало причиною додаткової акумуляції мінералів. Карбонати у складі метеорита містять більше 13C, аніж відповідні гірські породи, сформовані на Землі, що й дає підстави стверджувати про марсіанське походження метеорита.

### Ознаки життя
У березні 1999 року команда науковців із Космічного центру Джонсона (NASA) дослідила метеорит Nakhla (а саме — його частинку, яка була отримана ще у 1998 році із Британського музею) за допомогою оптичного мікроскопа та потужного сканувального електронного мікроскопа (СЕМ), виявивши таким чином, окрім інших деталей, ймовірні біоморфні форми з обмеженим діапазоном розмірів. Лондонський Музей природознавства, який має у своїй колекції декілька неторканих уламків метеорита, у 2006 році дозволив науковцям NASA розламати один із них, що забезпечило нові зразки для досліджень, порівняно захищені від земного забруднення. Ці науковці виявили багато вуглецевого матеріалу, який заповнював дендритні пори та канали породи, що нагадувало вплив діяльності бактерій, яку можна спостерігати в подібних гірських породах на Землі.
Дебати на цю тематику відбулися на 37-й конференції, присвяченій місячній та планетарній науці, в березні 2006 року у Х'юстоні, штат Техас. Дебати стосувалися в основному того, чи є багата на вуглець речовина, яка заповнює пори метеорита, залишками живої матерії. Але оскільки вуглець є четвертим за поширенням хімічним елементом у Всесвіті (після водню, гелію та кисню), наявність його у формах, які нагадують результат діяльності живих організмів, більшістю учасників конференції було визнано недостатнім для підтвердження того, що бактерії колись таки існували на Марсі.

#### Амінокислоти у складі метеориту
У 1999 році різноманітні амінокислоти були виокремлені з фрагмента метеорита в Космічному центрі імені Ліндона Джонсона. Серед них були аспарагінова та глутамінова кислоти, гліцин, аланін, а також масляна кислота. Однак достеменно невідомо, чи вони від самого початку знаходились в метеориті, чи стали результатом земного забруднення.